# Attenti a quelle due
Attenti a quelle due (The Hustle) è un film del 2019 diretto da Chris Addison.
La pellicola è il remake "al femminile" del film del 1988 Due figli di..., diretto da Frank Oz.

## Trama
Penny è una poco affascinante ammaliatrice che inganna gli uomini ingenui con foto provocanti della sorella che non ha. Purtroppo e malgrado la sua goffa intelligenza viene scoperta e decide di scappare in Costa Azzurra. Le hanno detto che in quel luogo vi sono molti ingenui ricconi da spennare. In treno riesce ad ingannarne uno per farsi offrire la cena. Donna affascinante e brillante, Josephine, la osserva mentre agisce. Siccome anche lei è una truffatrice, cerca di sviarla per non ritrovarsela sul suo territorio. Penny però non desiste e la donna è costretta a prenderla come socia. Inizia così la vicenda di una coppia che froda e deruba uomini ricchi e creduloni in Costa Azzurra. Uno di questi è un giovane americano che ha ideato una app di successo. Nasce fra le due ladre una sfida: sedurre e derubare il ragazzo. Quest'ultimo però si dimostrerà in molte circostanze una sorpresa da non sottovalutare.

## Distribuzione
Negli Stati Uniti, la pellicola è stata distribuita da United Artists a partire dal 10 maggio 2019, mentre in Italia a partire dal 16 maggio dello stesso anno. Il trailer ufficiale della pellicola è stato distribuito il 12 febbraio 2019. Rebel Wilson ha dovuto lottare perché il film non venisse vietato ai minori di 17 anni non accompagnati da un adulto negli Stati Uniti. Alla fine, dopo le pressioni di Rebel Wilson, il film è stato vietato ai minori di 13 anni per la presenza di linguaggio scurrile.